# Movimento Islamico dell'Uzbekistan
Il Movimento islamico dell'Uzbekistan (IMU; in uzbeco Ўзбекистон Исломий Ҳаракати?, O'zbekiston islomiy harakati) è un gruppo militante islamico.

## Storia
Venne formato nel 1991, da parte dell'ideologo islamico Tahir Yuldashev, e dall'ex paracadutista sovietico Juma Namangani di etnia uzbeka da Valle di Fergana. Il suo obiettivo era il rovesciamento del presidente dell'Uzbekistan Islom Karimov, e di creare uno stato islamico sotto la Sharia.